# Lycée Alaoui
Il lycée Alaoui (in arabo: المعهد العلوي) è una scuola tunisina d'insegnamento secondario con sede a Tunisi.

## Storia
La scuola fu fondata a Tunisi il 29 ottobre 1884 con il nome di Collège Alaoui, in omaggio al bey Ali III, e divenne liceo con l'anno scolastico 1908-1909.

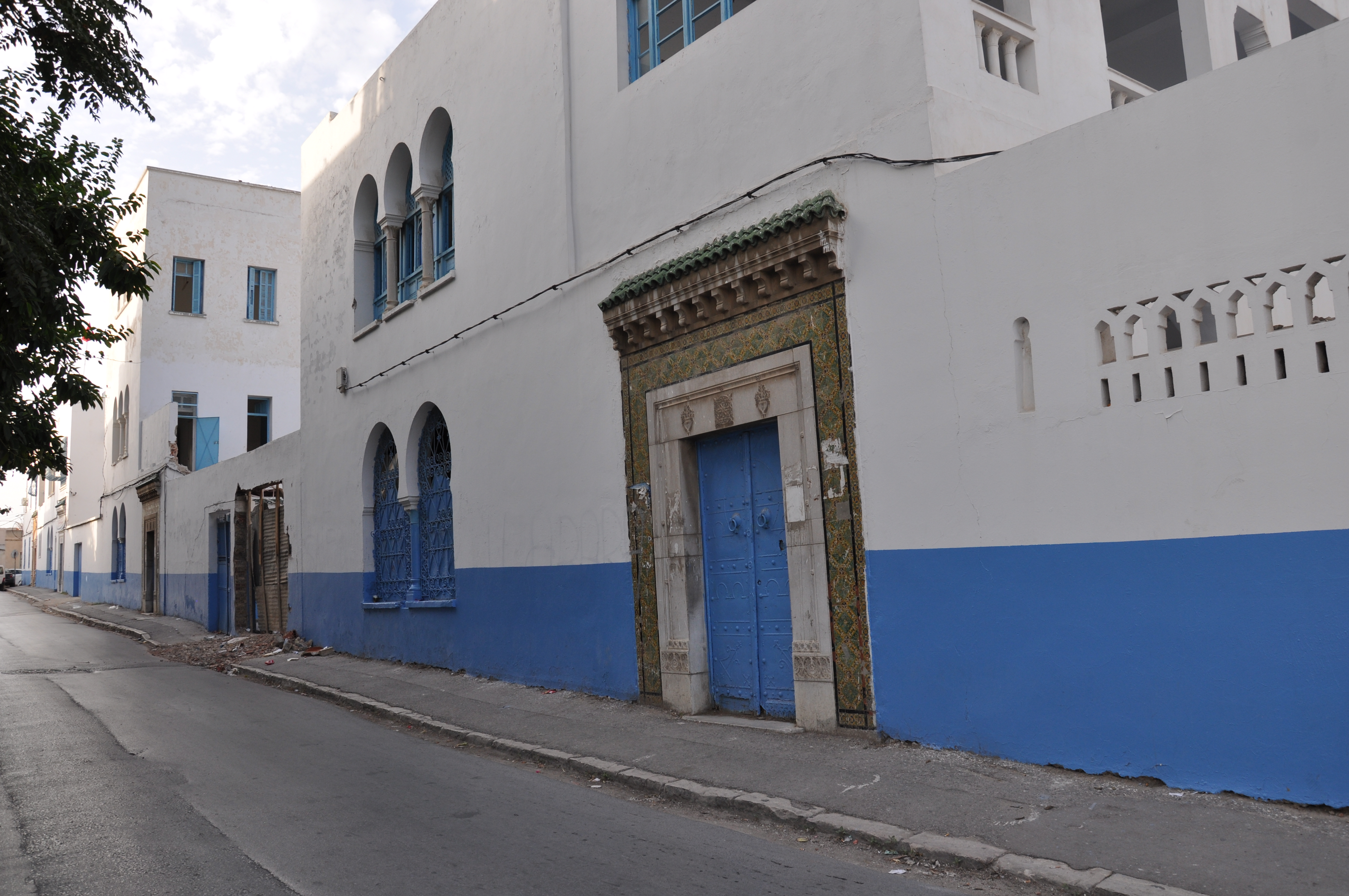
La facciata dell'istituto vista dall'esterno

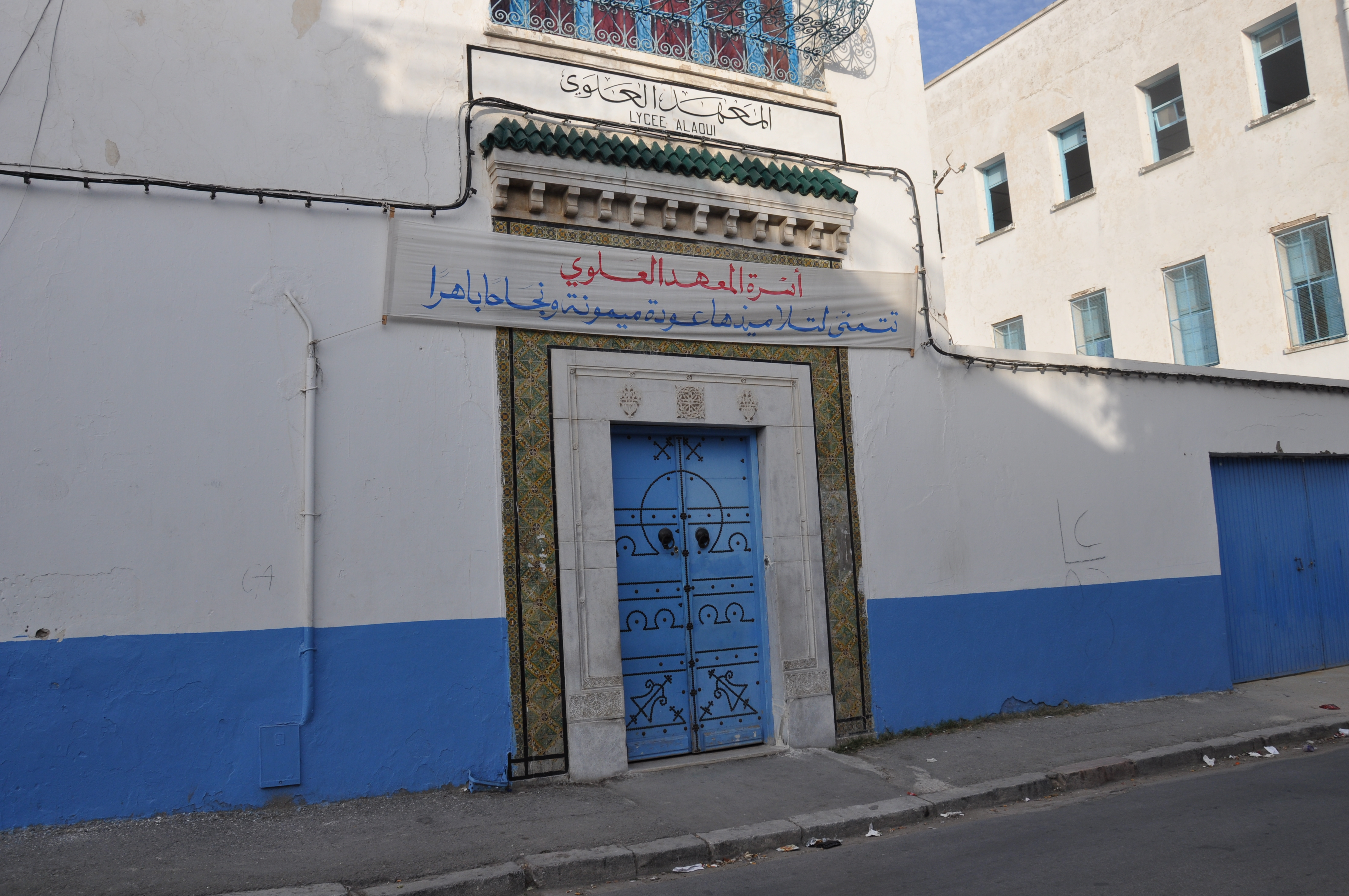
La porta dell'istituto superiore

L'edificio scolastico fu costruito al numero civico 2 di rue d'Arles (divenuta rue Tahar Haddad), in stile europeo all'esterno e nello stile delle madrase all'interno; scopo del liceo era la formazione di una classe di impiegati amministrativi, istitutori e quadri organizzativi nei settori agricolo e commerciale e ciò attirò studenti di diversa provenienza etnica (tunisini, algerini, francesi, spagnoli, maltesi, italiani) e religiosa (musulmani, cristiani, ebrei). Dal 1946 le classi divennero miste. Durante gli ultimi anni del dominio francese gli studenti del liceo Alaoui parteciparono attivamente alla lotta per l'indipendenza nazionale.
L'edificio sede del liceo è stato dichiarato monumento storico dal governo tunisino con decreto n. 92-1815 del 19 ottobre 1992.